# A1AA1A 68000
Vous pouvez aider à l'améliorer ou bien discuter des problèmes sur sa page de discussion.
- Il doit être débarrassé d’une partie de son jargon. Sa qualité peut être largement améliorée en utilisant un vocabulaire directement compréhensible par le plus grand nombre. (Marqué depuis avril 2025)
- Il n’est pas rédigé dans un style encyclopédique. (Marqué depuis avril 2025)
- Il doit être recyclé. La réorganisation et la clarification du contenu sont nécessaires. (Marqué depuis avril 2025)

,,,
Les A1A-A1A 68000 sont des locomotives diesel de la SNCF à usage mixte voyageurs ou marchandises. Elles ont été commandées le 7 juin 1961, et la première a été mise en service le 13 décembre 1963 au dépôt de Chalindrey.

## Genèse
Au début des années 1960, la SNCF était à la recherche de locomotives diesel de forte puissance pour remplacer, sur les lignes qui n'avaient pas vocation à être électrifiées, les locomotives à vapeur affectées à la traction des trains lourds. Le nouveau modèle devait être capable de remorquer indifféremment des trains de voyageurs ou de marchandises.
Elles avaient de nombreux points communs avec les BB 67000 livrées à la même époque, notamment au niveau du design extérieur.
Dès leur conception, elles devaient être capables d'être aussi équipées d'un moteur différent, le moteur AGO construit par la Société alsacienne de constructions mécaniques et utilisé sur les A1A-A1A 68500.
Des deux séries, les A1A-A1A 68000 furent les premières à être livrées.

## Description
Les A1A-A1A 68000 sont des locomotives diesel de ligne à usage mixte voyageurs et marchandises. Elles ne diffèrent des A1A-A1A 68500 que par leur motorisation thermique. Le moteur diesel est dans ce cas un Sulzer 12-LVA-24 à 4 temps suralimenté comportant 12 cylindres en V capable de fournir une puissance de 1 660 kW. Celui-ci est accouplé à une génératrice à courant continu CEM - GD-944. Cette dernière fournit le courant nécessaire aux 4 moteurs de traction CEM - GDTM-544 type série, suspendus par le nez.
Elles partagent l'aspect et de nombreux éléments en commun avec les BB 67000 commandées durant la même période en revanche, les A1AA1A 68000 sont équipées d'un moteur plus puissant fabriqué par un constructeur différent (Sulzer). Outre leurs bogies à six essieux, elles se distinguent des BB 67000 par le moteur utilisé ; elles ont une caisse légèrement plus longue (de 0,90 m), sont dotées d'une chaudière VAPOR-Ok-4625 pour le chauffage des voitures de voyageurs et disposent de persiennes plus grandes.
Un dispositif pneumatique compense les effets de cabrage de la caisse au démarrage et un dispositif approprié permet de modifier la répartition des charges sur les essieux moteurs et porteur. Ce dernier, trop complexe, sera plus tard démonté.
Les 68001 à 68017 ont la même silhouette que les 68501 à 68504 avec des cabines galbées aux angles, tandis que les 68018 à 68081 ont la même silhouette que les 68505 à 68529 avec des cabines avec montants d'angles en polyester.

## Services effectués
- En 1963, la A1A-A1A 68001 a effectué des essais sur la ligne des Alpes entre Grenoble et Veynes-Devoluy[7].
- En février 1968, elles ont connu leurs heures de gloire avec la traction des nombreux trains supplémentaires lors des Jeux olympiques d'hiver de 1968 à Grenoble en Dauphiné.

### Dessertes voyageurs
- Paris - Caen - Cherbourg
- Paris - Trouville-Deauville[7]
- Paris - Montparnasse à Granville
- Paris - Austerlitz - Vendôme - Tours en fin de semaine[8]
- Rennes - Quiberon[9]
- Quiberon - Bordeaux-Saint-Jean[9]
- Rennes - Morlaix - Brest
- Rennes - Quimper
- Rennes - Saint-Malo
- Rennes - Caen
- Le Mans - Nantes - Le Croisic
- Le Mans - Caen
- Bellegarde - Annemasse - Évian
- Grenoble - Lyon
- Valence - Grenoble - Chambéry
- Grenoble - Gare (provisoire) de Grenoble-Olympique - Chambéry - Genève (en février 1968, en service international)
- Grenoble - Lyon - Paris (en février 1968) sur des trains supplémentaires Paris - Grenoble entre Lyon et Grenoble (aussi en février 1968)
- Chambéry - Saint-André-le-Gaz - Lyon-Perrache
- Chambéry - Ligne de la Tarentaise
- Bordeaux - Limoges
- Limoges - Périgueux
- Limoges - Gannat - Montluçon
- Limoges - Brive-la-Gaillarde
- Brive-la-Gaillarde - Rodez - Capdenac - Toulouse
- Bordeaux - Clermont-Ferrand
- Lyon-Perrache - Le Croisic
- Ussel - Limoges
- Nantes - Les Sables d'Olonne[8]
- Nantes - Pornic[8]
- Nantes - Saint-Gilles-Croix-de-Vie[8]
- Nantes - Le Croisic[8]
- Lille - Tourcoing[8]

(liste quasi exhaustive)

### Dessertes marchandises

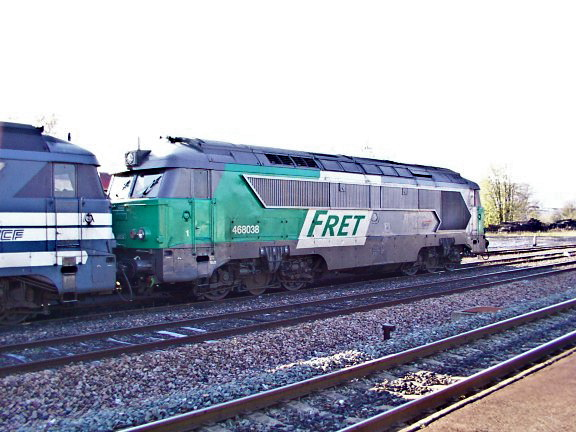
Locomotive diesel A1A-A1A 68038 en Gare de Vesoul.

- Chalindrey - Vesoul - Lure - Belfort[10] - Mulhouse-ville - Mulhouse-Nord[11]
- Chalindrey - Merrey - Contrexeville - Vittel[11]

- Chalindrey - Chaumont - Troyes - Longueville - Villiers-sur-Marne - Noisy-le-Sec - Genneviliers[10]/Noisy-le-sec - Bobigny - Le Bourget - Achères[10]/Bobigny - Goussainville Hlp Survilliers[11]/Le Bourget - Creil - Beauvais ou Compiègne ou Persan-Beaumont - Moulin-Neuf[10]/Chaumont - Saint-Dizier - Vitry-le-François - Chalons-sur-Marne - Reims - Laon - Tergnier - Longueau[10] - Amiens - Sotteville - Caen[11]/Vaires - Noisy-le-sec - La Villette[11]
- Chambéry - Ugine
- Compiègne CV Tergnier[10]
- Compiègne - Ormoy - Le Bourget[10]
- Reims - Oulchy - Le Bourget[10]

- Tours Saint Pierre des Corps - Le Mans - Caen/Sotteville[10],[11]
- Tours Saint Pierre des Corps - Angers - Nantes - Port de Saint-Nazaire jusqu'à l'électrification de l’étoile d'Angers sur la Ligne Tours - Le Croisic au service d'hiver 1983/1984
- Tours Saint Pierre des Corps - Vierzon - Bourges - Saincaize[10],[11] et au delà avant l'électrification de la Ligne Paris - Clermont-Ferrrand en 1989 et 1990, Nevers/Chagny, Moulins/Paray-le-Monial ainsi que leurs lignes affluentes[8].
- Tours Saint Pierres des Corps - Saint Amand Montrond[10],[11]
- Tours Saint Pierre des Corps - Azay-le-Rideau[10],[11]et au delà jusqu'à Loudun - Thouars et au-delà comme indiqué ci-dessous également avant neutralisation de la Ligne des Sables-d'Olonne à Tours
- Tours Saint Pierre des Corps - Saumur - Thouars/Bressuire - La Meilleraie/Parthenay et la branche de Loudun[10],[11]
- Tours Saint Pierre des Corps - Loches[8]
- Tours Saint Pierre des Corps - Vendôme[8]
- Tours Saint Pierre des Corps - Clermont Les Gravanches[8]
- Tours Saint Pierre des Corps - Saint-Etienne[8]
- Tours Saint Pierre des Corps - Badan[8]
- Tours Saint Pierre des Corps - Sibelin[8]
- Caen - Sotteville - Quevilly
- Caen - Achères
- Caen - Cherbourg - Les Mielles
- Cherbourg - La Haye du Puits
- Argentan - Granville
- Argentan - Dreux - Trappes
- Carentan - Baupte
- Bellegarde - Annemasse - Évian
- Portes-lès-Valence - Valence - Grenoble - Chambéry
- Grenoble - La Buisseratte - Lyon-Guillotière (ou Sibelin ou Vénissieux)
- Limoges - Périgueux
- Périgueux - Coutras
- Limoges - Agen
- Nantes - La Rochelle - Bordeaux[12],[13]
- Nantes - Ligne de Saint-Benoit à La Rochelle-Ville et ses branches[12],[13]
- Nantes - Paimboeuf[9]
- Nantes - Port de Saint-Nazaire jusqu'à l'électrification en 1986 de la Ligne Tours - Le Croisic[12]
- Nantes - branches Bretagne-Sud mais également sur les antennes de Douarnenez, Concarneau, Auray/Baud[9]en attendant l'électrification en 1991 de la Ligne de Savenay à Landerneau jusqu'à Lorient puis un an plus tard sur Quimper et l'étoile de Redon avec la ville de Rennes la première année citée[12],[13].
- Nantes - étoile d'Angers et au delà jusqu'à l'électrification[12]

(liste quasi exhaustive)

## Dépôts titulaires, Établissements Maintenance Traction etTechnicentre
- Caen (huit exemplaires au 31 juillet 1968[14] jusqu'à 60 exemplaires fin 1975 à 40 au 1er avril 1979[15] et réduction progressive de mai 1982 avec 10 exemplaires jusqu'à octobre 1983[9])
- Chalindrey (de 1963 à une date ultérieure au 1er janvier 1966 jusqu'en 1968[9], de retour à partir de 1983 avec 13 machines en provenance de Caen[9], puis un effectif à 14 exemplaires au 1er janvier 1986[12], 43 au 1er janvier 1992[13], 40 au 1er janvier 1994[10], 35 au 1er janvier 1998[11], 13 au 1er janvier 2003[16], 2011)
- Chambéry (15 exemplaires[14] de mars 1965 à 1971/72[17],[18])
- La Plaine (18 exemplaires en provenance de Caen[12], d'avril à octobre 1980 jusqu'à sa fermeture en 1990 avec récupération de l'effectif avant cela sur les dépôts de Chalindrey et Tours[8])
- Limoges (5 exemplaires en 1965[14], 30 en 1969[17],[18]  et 21 en 1975[7])
- Nantes-Blottereau (17 exemplaires[12] en provenance de Caen et de Tours-Saint-Pierre[15], de 1980 à sept en 1992[13] avant de revenir dans ce dernier Établissement Maintenance Traction au mois de mai[8] et les dix autres sur celui de Chalindrey auparavant[10])
- Rennes (27 exemplaires en mai 1967 à 14[18], d'avril 1965 à 1972[17])
- Sotteville (avec 38 exemplaires reçus de Tours le 2 juin 1998[16])
- Tours-Saint-Pierre (24 exemplaires de novembre 1966 à 1969[14], les 21 exemplaires en septembre 1975 reçues de Limoges ainsi que 19 de Caen au 1er avril 1979[15] dont un contingent reçu entre janvier et avril 1977[8], 33 au 1er janvier 1986[12] jusqu'à celui de 1992[13] par retour de l'effectif de Nantes au mois de mai[8], 39 au 1er janvier 1994[10] et 38 au 1er janvier 1998 jusqu'au 2 juin de cette dernière année[11])

Répartition de l'unique locomotive début 2006
| Activités | Désignation   | Technicentre | Nombre de machines |
| --------- | ------------- | ------------ | ------------------ |
| 6 ex 4    | Infra ex FRET | Chalindrey   | 1 locomotive       |

## Préservation
Seule la A1A-A1A 68081 a été préservée et restaurée en livrée bleue avec plaques, en vue de son intégration à la collection de la Cité du train. 
Le reste de la série a été démoli.

## Modélisme
Cette locomotive a été reproduite en HO par les firmes Carpena & Goupille qui est un châssis à monter sur la marque suivante, Fleischmann, Troby et Roco.
Cette locomotive a été reproduite en N par la firme espagnole Mabar et l'artisan Transmondia.